# Шагимарданов, Фазыл Валиахметович
 Шагимарданов, Фазыл Валиахметович  (1906, село Верхние Киги — 1968, Уфа) — советский партийный и государственный деятель.
Депутат Верховного Совета СССР 1-го созыва.

## Биография
Фазыл Валиахметович Шагимарданов родился в 1906 году в селе Верхние Киги в бедной крестьянской семье. Окончив школу, одним из первых в селе вступил в ряды ВЛКСМ. Работал пастухом в селе.
Учился в областной совпартшколе, после окончания которой, с 1920 по 1930 годы работал заместителем секретаря Уфимского горкома комсомола, инструктором, заведующим орготделом Месягутовского канткома ВКП(б).
В 1931—1936 годах — секретарь Бураевского райкома партии, затем заместитель секретаря и секретарь райкома новостроек города Уфы, секретарь парткома мотостроительного завода.
В 1937 году Фазыл Валиахметович был назначен Председателем Совета народных комиссаров Башкирской АССР. На этом посту он находился до 1940 года.
В 1937 году Фазыл Валиахметович был избран депутатом Верховного Совета БАССР от Белорецкого-Советского округа, г. Белорецк.
На XVIII съезде ВКП(б) (март 1939 года) избран кандидатом в члены ЦК ВКП(б). Выведен из состава кандидатов в члены ЦК ВКП(б) Постановлением XVIII конференции ВКП(б) (февраль 1941 года).
В 1940 году работал заместителем наркома местной промышленности РСФСР, с 1941 по 1944 годы — заместителем председателя Куйбышевского областного Совета депутатов трудящихся. В 1944—1946 годах работал наркомом местной промышленности Татарской АССР. В 1946 году был назначен начальником Куйбышевского областного управления легкой промышленности.
На пенсии с 1958 года. Находясь на пенсии, Фазыл Валиахметович вёл лекторскую работу в районах Башкирии, Средней Азии, Украины, РСФСР.
Семья: жена Мастура, трое дочерей. Скончался в 1968 году.

## Память
В селе Верхние Киги одна из улиц носит имя Фазыла Шагимарданова.